# Abell 3627

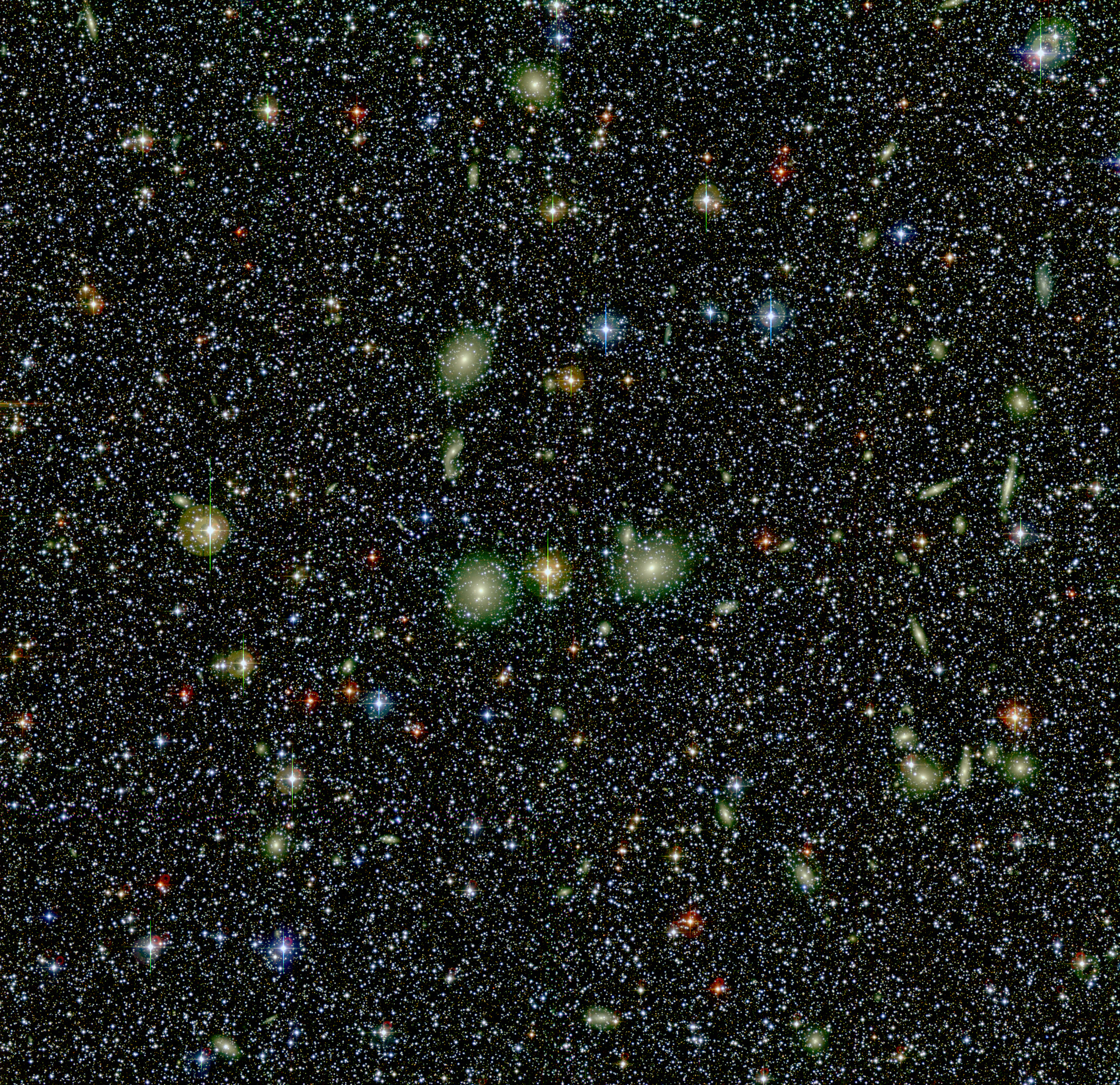
Abell 3627, widoczne również gwiazdy pierwszego planu należące do naszej Galaktyki

Abell 3627 (Gromada w Węgielnicy, ACO 3627) – gromada galaktyk znajdująca się w konstelacji Węgielnicy. Gromada Abell 3627 łączy Supergromadę w Pawiu-Indianinie z Supergromadą w Centaurze tworząc ścianę galaktyk.
Gromada ta w większej swojej części przez długi czas pozostawała niezbadana, gdyż znajduje się w miejscu przesłoniętym przez pył dysku Drogi Mlecznej. Pył ten pochłania większość pochodzącego z Abell 3627 światła widzialnego. Badania prowadzone przez zespół astronomów kierowany przez Renee Kraan-Korteweg z Obserwatorium Paryskiego wykazały, że ta gromada galaktyk znajduje się niedaleko centrum gigantycznego zgrupowania masy nazwanego Wielkim Atraktorem. Dowodem na to są dokładne pomiary rozmiarów oraz odległości do gromady Abell 3627.